# Maximilian (Lazarenko)
Maximilian (světským jménem: Alexandr Pavlovič Lazarenko; * 9. listopadu 1950, Frunze) je kyrgyzský duchovní Ruské pravoslavné církve a arcibiskup pesočenský a juchnovský.

## Život
Narodil se 9. listopadu 1950 ve Frunze (dnes Biškek).
Roku 1966 nastoupil na Kaliningradskou technickou školu. Roku 1970 začal pracovat v experimentálním strojírenském závodě v Kaliningradu.
Od května 1970 sloužil v řadách Sovětské armády. Působil v raketových silách. Roku 1972 byl propuštěn do zálohy v hodnosti staršího seržanta.
Roku 1972 začal studovat na Centrálním institutu tělesné kultury. Po studiu začal přednášet na Moskevském lesotechnickém institutu.
Roku 1979 nastoupil na Moskevský duchovní seminář a roku 1982 na Moskevskou duchovní akademii. Během studia zpíval ve studentském sboru a sloužil jako hypodiákon patriarchy moskevského Pimena.
V říjnu 1984 se stal poslušníkem v Trojickosergijevské lávře a 26. října byl postřižen na monacha a přijal mnišské jméno Maximilian.
Dne 2. února 1985 byl rukopoložen na hierodiakona a 10. března metropolitou Serapionem (Fadějevem) na jeromonacha.
Dne 4. dubna 1987 byl povýšen na igumena.
V lávře vykonával různé funkce jako je např. vedoucí skladu, asistent ekonoma či vedoucí knižní expedice.
Dne 22. února 1993 jej Svatý synod zvolil biskupem vologdským a velikousťugským. Dne 7. dubna 1993 byl povýšen na archimandritu.
Dne 9. dubna 1993 byl oficiálně jmenován biskupem a o den později proběhla v chrámu Zjevení Páně v Moskvě jeho biskupská chirotonie. Světiteli byli patriarcha moskevský Alexij II., metropolita krutický a kolomenský Juvenalij (Pojarkov), arcibiskup solněčnogorský Sergij (Fomin), biskup istrijský Arsenij (Jepifanov), biskup podolský Viktor (Pjankov) a biskup dmitrovský Filaret (Karagodin).
Dne 29. února 2004 byl povýšen na arcibiskupa.
Dne 27. července 2011 byl Svatým synodem potvrzen ve funkci představeného Spaso-Priluckého monastýru a Kirillo-Belozerského monastýru.
Dne 30. května 2014 se stal biskupem pesočenským a juchnovským.